# آندرئا وایرمان-لایتس
آندرئا وایرمان-لایتس (آلمانی: Andrea Weiermann-Lietz؛ زادهٔ ۱۵ دسامبر ۱۹۵۸) بازیکن هاکی روی چمن اهل آلمان است.